# Caissa (Schachzeitschrift)

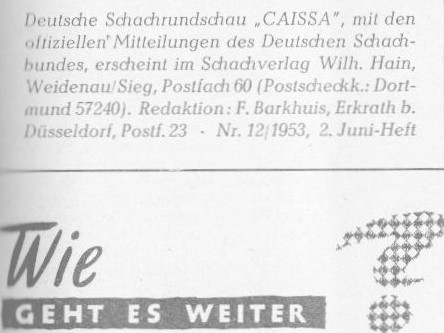
Impressum, 2. Juni-Heft 1953

Die Deutsche Schachrundschau „CAISSA“ war eine zweimal je Monat erscheinende deutsche Schachzeitschrift.

## Gründung und Inhalt
Die Schachzeitschrift  erschien ab Dezember 1946 im Umfang von vier Seiten in der Britischen Zone Deutschlands. Den Zusatz Deutsche Schachrundschau erhielt sie 1949. 
In der Zeitschrift enthalten waren die offiziellen Mitteilungen des Deutschen Schachbundes und weitere Kapitel, wie Problemschach, Rundschau und Arbeitsgemeinschaft deutscher Fernschachfreunde (B. d. F.) sowie diverse Aufsätze, zum Beispiel Statistische Erinnerungen von Friedrich Sämisch.
Im ersten Juli-Heft Nr. 13/1952 (Seiten 287 und 288) erschien zum Beispiel ein Aufsatz von Sämisch mit dem Titel „Die glanzvolle Epoche der Zwanziger Jahre“.

## Herausgeber
Herausgeber der Zeitschrift war der niederländische Journalist Frits Barkhuis. Erschienen sind die Hefte im Verlag W. Hain, Weidenau (Sieg). 
Die ersten Mitarbeiter waren Georg Kieninger und Walter Loose.

## Ende der Selbständigkeit
Bis September 1955 erschien die Zeitschrift (mit Kieninger als Herausgeber), dann fusionierte sie mit der Deutschen Schachzeitung.